# 山本成生
山本 成生（やまもと なるお、1975年 - ）は、日本の歴史学者。専門は西洋中世史。上智大学文学部史学科准教授。地中海学会ヘレンド賞受賞。

## 人物・経歴
東京都国分寺市生まれ。1997年学習院大学文学部史学科卒業、学士（史学）。同年学習院大学大学院人文科学研究科史学専攻博士前期課程進学。2001年東京大学大学院人文社会系研究科欧米系文化研究専攻西洋史学専門分野修士課程修了、修士（文学）。2002年日本学術振興会特別研究員。2005年トゥール大学ルネサンス高等研究センターDEA課程修了、修士（芸術・文学・言語・文明）。
2006年東京大学大学院人文社会系研究科欧米系文化研究専攻西洋史学専門分野博士課程単位取得満期退学、日本学術振興会特別研究員。2009年博士（文学）。2010年東京大学大学院人文社会系研究科研究員。2013年『聖歌隊の誕生：カンブレー大聖堂の音楽組織』により地中海学会ヘレンド賞受賞。2018年昭和女子大学人間文化学部歴史文化学科准教授。2022年上智大学文学部史学科准教授。

## 著書
- 『聖歌隊の誕生 : カンブレー大聖堂の音楽組織』知泉書館 2013年